# Combined Operations Headquarters
Das Combined Operations Headquarters (COHQ) war ein Im Juli 1940, nach dem Fall Frankreichs während des Zweiten Weltkriegs eingerichtetes, teilstreitkräfteübergreifendes Hauptquartier der britischen Streitkräfte, das für die Commando-Kriegsführung zuständig war. Unter ihm waren Spezialeinheiten zusammengefasst, die von 1940 bis 1944 Raids im besetzten Europa durchführten. Des Weiteren wurden verschiedene technische Innovationen, die bei der Rückkehr der alliierten Streitkräfte auf den Kontinent Anwendung fanden, unter der Leitung des COHQ entwickelt. Das COHQ bestand bis 1951, als es in Amphibious Warfare Headquarters (AWHQ) umbenannt wurde.

## Geschichte
Der Aufstellung des Combined Operations Headquarters gingen die Niederlagen der britischen Streitkräfte in Norwegen (Unternehmen Weserübung) und Frankreich (Schlacht von Dünkirchen) 1940 voraus. Am 14. Juni 1940 wurde Lieutenant General Alan Bourne von den britischen Chiefs of Staff zum Commander of Raiding Operations ernannt. Sechs ursprünglich für den Einsatz in Norwegen gebildete Commando-Kompanien bildeten den Grundstock der britischen Commandos. Dazu kam das bereits seit 1938 bestehende Inter-Service Training and Development Centre (ISTDC). Zwei erfolglose Raids gegen Boulogne und Guernsey bewogen Winston Churchill, Bourne im Juli 1940 durch seinen Vertrauten Admiral of the Fleet Roger Keyes mit dem neuen Titel Director of Combined Operations zu ersetzen. Churchill wollte weniger auf Nadelstichangriffe als auf umfangreichere Kommando-Operationen in Zusammenarbeit mit den Teilstreitkräften setzen. Zu diesem Zweck wurden die Commandos beträchtlich ausgebaut und bis Ende 1940 fünf Special Service Battalions aufgestellt, die in der Special Service Brigade zusammengefasst wurden. Aus taktischen Gründen kehrte man jedoch bereits im Februar 1941 zur Organisation in den kleineren Commandos zurück. Bis zum Kriegsende wurden vier Commando-Brigaden aufgestellt. Aus einem Teil der Commandos ging der Special Air Service hervor.
Im Oktober 1941 verlor Keyes seinen Posten nach einem internen Machtkampf mit den Chiefs of Staff. Sein Nachfolger wurde Commodore Lord Louis Mountbatten (zunächst nur als Advisor, später als Chief of Combined Operations), dessen Name vor allem mit dem desaströsen Raid gegen Dieppe im August 1942 verbunden ist. Als Mountbatten im Oktober 1943 als Oberbefehlshaber nach Südostasien versetzt wurde, wurde Major-General Robert Laycock sein Nachfolger.

### Operationen (Auswahl)
- Operation Claymore (Lofoten, März 1941)
- Operation Archery (Vågsøy, Dezember 1941)
- Operation Anklet (Lofoten, Dezember 1941)
- Operation Chariot (Saint-Nazaire, März 1942)
- Operation Jubilee (Dieppe, August 1942)

Commandos waren ab 1943 an praktisch allen größeren Landungsoperationen in Europa beteiligt, wie Operation Husky, Operation Avalanche, Operation Shingle, Operation Neptune und Operation Dragoon. Hinzu kamen Einsätze im Nahen Osten und in Nordafrika sowie in Südostasien. Daneben spielten die Commandos eine größere Rolle unter anderem in der Schlacht an der Scheldemündung und bei der Operation Plunder.

### Ausbildungseinrichtungen
Im Oktober 1940 wurde im schottischen Inveraray am Loch Fyne das Combined Operations Training Centre eröffnet. Später wurde für die Grundausbildung der Commandos zusätzlich ein Commando Basic Training Centre in Achnacarry eingerichtet. Die Einrichtungen wurden auch von den 1942 gegründeten United States Army Rangers und Spezialeinheiten anderer Nationen benutzt.
Im ägyptischen Kabret am Großen Bittersee bestand seit März 1941 das Combined Training Centre (CTC) Middle East. Ähnliche Einrichtungen gab es später auch in Indien.

### Forschungseinrichtungen
Zu den Einrichtungen unter der Aufsicht des COHQ gehörte das Combined Operations Experimental Establishment (COXE) in Devon (Nachfolger des ISTDC), das unter anderem für technische Innovationen wie das PLUTO-Projekt, die Mulberry-Häfen, die DD tanks und das nicht realisierte Projekt Habbakuk verantwortlich zeichnet. Zudem gehen zahlreiche Entwürfe für alliierte Landungsschiffe auf seine Arbeiten zurück. Zu den Beratern des COHQ in technischen Fragen gehörten Geoffrey Pyke, John Desmond Bernal und Solly Zuckerman.